# Rosh (fils de Benjamin)
Pour les articles homonymes, voir Rosh.
Rosh est un fils de Benjamin fils de Jacob et de Rachel.

## Rosh et ses frères
Rosh a pour frères Béla, Béker, Ashbel, Guéra, Naamân, Éhi, Mouppim, Houppim et Ard.

## Rosh en Égypte
Rosh part avec son père Benjamin et son grand-père Jacob pour s'installer en Égypte au pays de Goshen dans le delta du Nil.

## Les descendants de Rosh
La famille des descendants de Rosh n'est pas mentionnée comme sortante du pays d'Égypte avec Moïse,.
La famille des descendants de Rosh rebrousse chemin pour retourner en Égypte après la mort d'Aaron mais elle est poursuivie, rattrapée et anéantie par les Lévites.